# Tallinna Jalgpalli Klubi
El Tallinna JK fue un equipo de fútbol de Estonia que jugó en la Liga Soviética de Estonia, la liga de fútbol más importante del país.

## Historia
Fue fundado en el año 1921 en la capital Tallinn y fue uno de los equipos fundadores del primer campeonato de fútbol que se jugó en la República de Estonia en ese año. Durante el periodo republicano, el equipo logró ganar dos títulos nacionales de liga y dos de copa, ganando estos últimos a finales de la década de los años 1930s.
Luego de la Segunda Guerra Mundial, el equipo no volvió a ser el mismo bajo el control soviético, y tras la caída de la Unión Soviética, el club desaparece.
En el año 2002 el club es refundado y milita en la tercera categoría, aunque no llega al nivel profesional, manteniéndose con vida hasta que desaparece en el año 2008 luego de que se fusiona con el SK Legion Tallinn para formar al JK Tallinna Legion.

## Palmarés
- Estonian Championship: 2

1926, 1928
- Estonian Cup: 2

1939, 1940

## Jugadores

### Jugadores destacados
- Eduard Ellman-Eelma – jugó para la selección nacional
- Dmitri Kruglov – jugó para la selección nacional
- Konstantin Vassiljev – jugó para la selección nacional
- Tarmo Kink – jugó para la selección nacional

## Entrenadores
El Tallinna JK contrató en 1922 como entrenador al húngaro Franz Woggenhuber, convirtiéndose en el primer equipo de fútbol de Estonia en contratar a un entrenador extranjero.